# آهوی شنی عربی
آهوی شنی عربی (نام علمی: Gazella marica) نام یک گونه از سرده آهو است.